# Interstate H-201
L'Interstate H-201 (H-201) est la seule autoroute auxiliaire en dehors des États-Unis contigus, desservant l'île d'Oʻahu à Hawaii. L'autoroute parcourt 4,1 miles (6,6 km) en passant par Fort Shafter, Tripler Army Medical Center et le Red Hill Underground Fuel Storage Facility.
Bien qu'elle soit désignée comme Interstate en 1989, jusqu'en 2004, la route était plutôt une interstate non-indiquée, désignée comme Route 78. La section de la route entre la Route 99 (Kamehameha Highway) et le terminus ouest avec la H-1 demeure désignée comme Route 78.

## Description du tracé

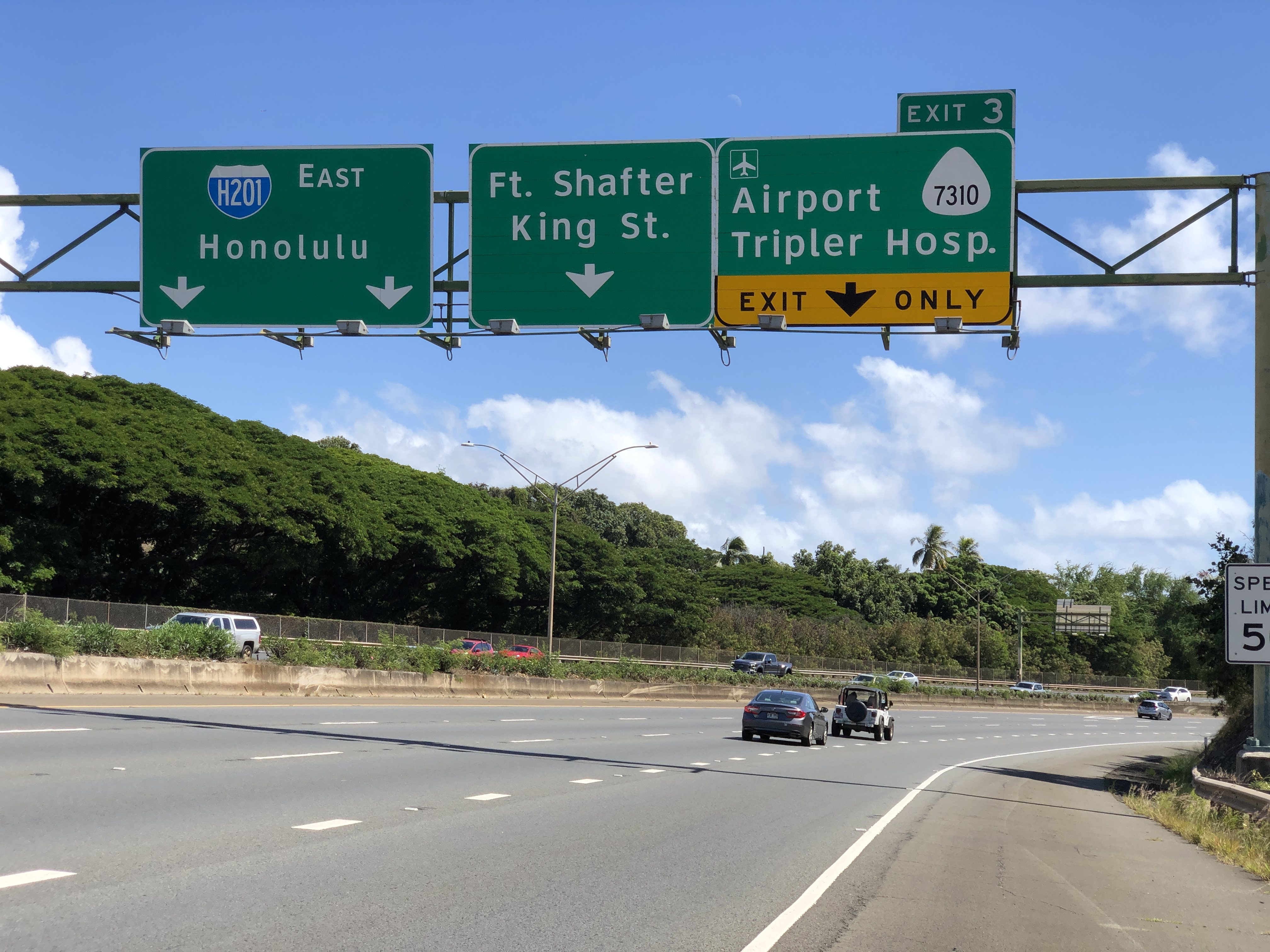
H-201 est près de la sortie 3. Les lettres du bouclier de la H-201 requièrent un texte plus mince, tel que démontré dans le paneau.

La H-201 sert de route alternative à la H-1 près du centre-ville d'Honolulu, parcourant la Moanalua Freeway autour du nord-est de Salt Lake. Elle débute à la jonction avec la Route 99 au nord du Aloha Stadium, près de la Joint Base Pearl Harbor–Hickam. L'autoroute se dirige vers l'est et passe par un échangeur avec la H-1 et la H-3. La H-201 et la H-3 sont brièvement parallèles à Halawa. La H-201 et la H-3 se séparent et la H-201 bifurque vers le sud-est en direction de Moanalua, un quartier résidentiel. L'autoroute continue vers le sud-est et passe par Moanalua Gardens ainsi qu'une zone industrielle, avant de passer par Fort Shafter, une installation militaire dans la Vallée de Kalihi. L'autoroute se termine alors au sud de Fort Shafter à un échangeur avec la H-1, laquelle continue vers le centre-ville d'Honolulu.

## Liste des sorties
| Interstate H-201  |              |      |      |        |                                                                        |                                                                                            |
| Comté             | Municipalité | mi   | km   | Sortie | Intersections / Destinations                                           | Notes                                                                                      |
| Honolulu          | Aiea         | 0,00 | 0,00 | —      | Route 99 ouest – Pearlridge, Pearl City                                | Continue comme Route 99                                                                    |
| Honolulu          | Aiea         |      |      | —      | Stade, Aiea                                                            | Sortie direction ouest, entrée direction est                                               |
| Honolulu          | Aiea         | 0,50 | 0,80 | 1A     | H-1 est – Aéroport international d'Honolulu, Pearl Harbor              | Pas de sortie en direction ouest                                                           |
| Honolulu          | Aiea         |      |      | 1C     | H-1 ouest vers H-2 nord – Pearl City                                   | Pas de sortie en direction est                                                             |
| Honolulu          | Halawa       | 0,90 | 1,40 | 1B     | Stade, Halawa, Camp Smith                                              | Pas d'entrée direction ouest; indiqué sortie 1E en direction ouest                         |
| Honolulu          | Halawa       | 1,40 | 2,30 | 1C     | H-3 est – Kaneohe                                                      | Pas d'entrée en direction ouest; indiqué sortie 1D en direction ouest; sortie 1B de la H-3 |
| Honolulu          | Honolulu     | 2,40 | 3,90 | 2      | Moanalua Valley, Salt Lake, Red Hill                                   |                                                                                            |
| Honolulu          | Honolulu     | 3,70 | 6,00 | 3      | Route 7310 (Puuloa Road) – Tripler Hospital, Monalua Gardens, Aéroport |                                                                                            |
| Honolulu          | Honolulu     | 4,50 | 7,20 | 4      | Fort Shafter, Ahua Street                                              |                                                                                            |
| Honolulu          | Honolulu     |      |      | 4      | King Street                                                            | Sortie direction est, entrée direction ouest                                               |
| Honolulu          | Honolulu     | 4,60 | 7,40 | —      | H-1 est – Honolulu                                                     | Sortie 19B de la H-1                                                                       |
| - Accès incomplet |              |      |      |        |                                                                        |                                                                                            |